# Leguminivora
Leguminivora es un género de polillas tortrícidas, categorizado en la tribu Grapholitini, de la subfamilia Olethreutinae. Fue descrito por Sergey Obraztsov en 1960.

## Especies
- Legumivora anthracotis (Meyrick, 1913)
- Leguminivora glycinivorella (Matsumura, 1898)
- Legumivora ischnodes Razowski & Wojtusiak, 2012
- Leguminivora longigula Komai & Horak, in Horak, 2006
- Leguminivora meridiana Kuznetzov, 1992
- Legumivora parastrepta (Meyrick, 1907)
- Leguminivora ptychora (Meyrick, 1907)